# زیردریایی آی-۱۸۰
زیردریایی آی-۱۸۰ (به انگلیسی: Japanese submarine I-180) یک زیردریایی بود که طول آن ۳۴۶ فوت (۱۰۵ متر) بود. این زیردریایی در سال ۱۹۴۲ ساخته شد.